# The New School
The New School (do 1997 New School for Social Research) – amerykański uniwersytet prywatny, położony w dzielnicy Greenwich Village na Manhattanie w Nowym Jorku. Założony w roku 1919 przez grupę postępowych profesorów uniwersyteckich i intelektualistów, wśród których byli Thorstein Veblen i John Dewey. Obecnie ok. 9.000 studentów studiuje na nim m.in. nauki społeczne, filozofię, psychologię, architekturę, grafikę, muzykę współczesną i jazz. Wydaje własne pisma naukowe, m.in. „Constellations” i „Social Research”. Siedziba międzynarodowego think tanku World Policy Institute.

## Historia
New School została założona w roku 1919 przez grupę intelektualistów, w tym kilku profesorów zniechęconych nacjonalistycznym klimatem panującym wówczas na Uniwersytecie Columbia. W pierwszym semestrze oferowała ok. 100 kursów, głównie dziedzinie ekonomii i nauk politycznych.
W roku 1933 rozbudowana dzięki utworzeniu University in Exile (Uniwersytetu na Wygnaniu), przystani dla intelektualistów, którzy opuścili Niemcy po przejęciu władzy przez Hitlera. Wykładali na nim m.in. Hannah Arendt, Leo Strauss, Hans Jonas, Erich Fromm, Max Wertheimer, Aron Gurwitsch. W latach 40. New School gościła również francuski uniwersytet na uchodźstwie, École libre des hautes études, gdzie wykładali po francusku m.in. Jacques Maritain, Claude Lévi-Strauss i Roman Jakobson. Wacław Lednicki – profesor Uniwersytetu Kalifornijskiego w Berkeley – uważa natomiast, że była ona zamknięta dla uchodźców z Polski. Jak pisał, „wydaje mi się, że szkoła ta chyba ani jednego polskiego uczonego nie uratowała i nie sprowadziła do Ameryki”.
W latach 1957–1959 John Cage prowadził w New School zajęcia z „kompozycji eksperymentalnej”.
W latach 70. i 80. New School gościła wielu dysydentów z Europy Środkowej i Wschodniej, wspierając intelektualnie opozycję demokratyczną w tym regionie. Od lat 90. jej wykładowcy prowadzą co roku międzynarodowe szkoły letnie Democracy & Diversity: w Przegorzałach koło Krakowa oraz w Kapsztadzie w Południowej Afryce.
W latach 1997–2005 uczelnia nosiła nazwę New School University.

## Środowisko intelektualne
Od swojego powstania New School ma profil lewicowy. Jej założyciele i pierwsi wykładowcy związani byli z amerykańską tradycją progresywną, wkrótce zaczęto w niej wykładać również europejską teorię krytyczną. Dziś jest jednym z niewielu amerykańskich uniwersytetów, na których uczy się filozofii kontynentalnej.
Wykładają na niej m.in. Ann Snitow, Ágnes Heller, Elżbieta Matynia, Arjun Appadurai, Simon Critchley, Andrew Arato, Nancy Fraser, Ira Katznelson.
Do absolwentów New School należą: Jack Kerouac, Tennessee Williams, James Baldwin, Ruth Benedict, Eleanor Roosevelt, Judith Malina, Sufjan Stevens.